# Онага (Канзас)
Онага (енгл. Onaga) град је у америчкој савезној држави Канзас.

## Демографија
По попису из 2010. године број становника је 702, што је 2 (-0,3%) становника мање него 2000. године.
| Група             | 2000.       | 2010.       |
| Белци             | 672 (95,5%) | 670 (95,4%) |
| Афроамериканци    | 2 (0,3%)    | 2 (0,3%)    |
| Азијати           | 3 (0,4%)    | 5 (0,7%)    |
| Хиспаноамериканци | 17 (2,4%)   | 14 (2,0%)   |
| Укупно            | 704         | 702         |